# Joseph Dumais
Joseph Dumais (* 1870 in Trois-Pistoles; † nach 1932) war ein kanadischer Journalist, Sprecherzieher und Komiker.
Dumais studierte in Paris bei Jean-Pierre Rousselot und unternahm mehrere Studienreisen durch Europa. Zu Beginn des 20. Jahrhunderts veröffentlichte er die Monatszeitschrift Cœur français in Manchester, New Hampshire, in der er sich der Förderung der französischen Sprache in Kanada widmete. Er veröffentlichte auch eine Anzahl von Essays zur französischen Sprache in Geschichte in
Kanada, darunter Parlons français (1905), Héros d'autrefois: Jacques Cartier et Samuel de Champlain (1913), Le Parler de chez nous (1922), Le Capitaine malouin Jacques Cartier, découvreur officiel du Canada (1934) und Vive le doux parler de France
(1937).
1922 gründete er das Conservatoire de Québec und wirkte dort als Sprecherzieher. Später gab er auch Kurse an der École normale Jacques-Cartier, der Académie Marchand und am Collège de France, wo er ein experimentelles Sprachlabor gründete. 1932 veröffentlichte er die Zeitschrift L'Art de dire.
Seit der Jahrhundertwende trat Dumais als Komiker unter dem Bühnennamen Du May d'Amour auf. Er schrieb Songs über aktuelle Ereignisse und humoristische Stücke wie À bas la marine :  pieces de vers et chansons d'actualité (1910). 1917 nahm er bei His Master’s Voice in Montréal Monologe in der Rolle des Père Ladébauche, einer Comic-Strip-Figur aus der Zeitschrift La Presse auf, außerdem Stücke wie La leçon des érables von Lionel Groulx, Ô soldat de l'an deux von Victor Hugo, L'éternelle chanson von Edmond Rostand und Les coquelicots von Théodore Botrel. Eine Sammlung seiner Monologe und Lieder veröffentlichte er um 1932 unter dem Titel Ma boutique, comptoir aux coupons, stock étamine, linon, coton ouaté, toile écrue, catalognes et "cheese cloth" : rimettes, chansonnettes et monologues.

## Quelle
- Library and Archives Canada - The Virtual Gramophone - Joseph Dumais

| Personendaten    | Personendaten                                      |
| ---------------- | -------------------------------------------------- |
| NAME             | Dumais, Joseph                                     |
| ALTERNATIVNAMEN  | Du May d'Amour                                     |
| KURZBESCHREIBUNG | kanadischer Journalist, Sprecherzieher und Komiker |
| GEBURTSDATUM     | 1870                                               |
| GEBURTSORT       | Trois-Pistoles                                     |
| STERBEDATUM      | nach 1932                                          |